# Anolis etheridgei
Anolis etheridgei (аноліс Етеріджа) — вид ігуаноподібних ящірок родини анолісових (Dactyloidae). Ендемік Домініканської Республіки. Вид названий на честь американського герпетолога Річарда Емметта Етеріджа.

## Опис
Аноліси Етеріджа — невеликі представники свого роду, довжина яких (без врахування хвоста) може досягати 4,3 см. Хвіст удвічі довший за довжину решти тіла. Горловий мішок маленький, білий, райдужки блакитні.

## Поширення і екологія
Аноліси Етеріджа мешкають в горах Центрального хребта на острові Гаїті. Вони живуть у вологих тропічних лісах і галерейних лісах, трапляються поблизу людських поселень. Зустрічаються на висоті від 550 до 2440 м над рівнем моря. Живляться безхребетними і відкладають яйця.

## Збереження
МСОП класифікує цей вид як вразливий. Anolis etheridgei загрожує знищення природного середовища.